# Albula gilberti
Albula gilberti,  vrsta morske ribe iz istočnog Pacifika kod obala Sjverne Amerike. Pripada porodici Albulidae.
Ova vrsta opisana je tek 2011. godine, a ime je dobila po pioniru ihtiologije C. H. Gilbertu. Naraste maksimalno 25.7 cm.